# Spinisternum castaneipictus
Spinisternum castaneipictus är en insektsart som beskrevs av Willemse, C. 1966. Spinisternum castaneipictus ingår i släktet Spinisternum och familjen vårtbitare. Inga underarter finns listade i Catalogue of Life.